# Lucy Madox Brown
Lucy Madox Brown, född 1843, död 1894, var en brittisk konstnär. Hennes konstnärskap associeras med prerafaeliternas stilart. Hon var dotter till konstnären Ford Madox Brown i hans första gifte med Elizabeth Bromley.  